# مقاطعة جم هوغ (تكساس)
مقاطعة جم هوغ (بالإنجليزية: Jim Hogg  County)‏ هي إحدى المقاطعات في ولاية تكساس، الولايات المتحدة الأمريكية، يبلغ عدد سكانها 5,300 نسمة طبقا لإحصاء عام 2010 .

موقع المقاطعة في ولاية تكساس